# الاستماع الآمن

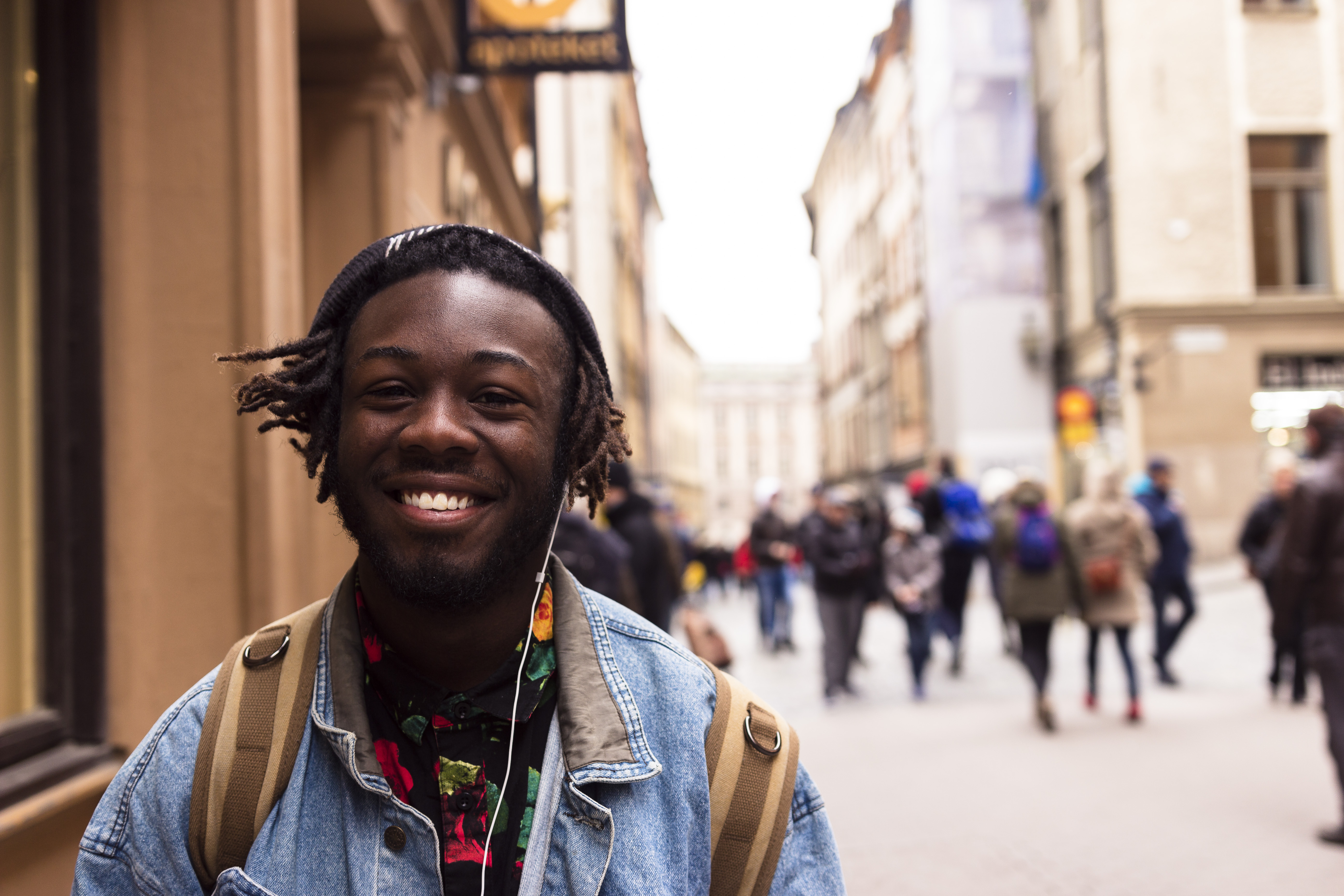
رجل يستمع من خلال سماعات الرأس

الاستماع الآمن هو إطار عمل لإجراءات تعزيز الصحة لضمان أن الأنشطة الترفيهية ذات الصلة بالصوت (مثل الحفلات الموسيقية والنوادي الليلية والاستماع إلى الموسيقى أوعمليات البث أو الحلقات الصوتية البودكاست) لا تشكل خطرًا على السمع.
بينما تُظهر الأبحاث أن التعرض المتكرر لأي أصوات عالية يمكن أن يسبب اضطرابات في السمع وآثارًا صحية أخرى،  ينطبق الاستماع الآمن تحديدًا على الاستماع الطوعي من خلال أجهزة الاستماع الشخصية، منتجات تضخيم الصوت (PSAPs)، أو في أماكن الترفيه. يعزز الاستماع الآمن استراتيجيات لمنع الآثار السلبية، بما في ذلك فقدان السمع وطنين الأذن وفرط السمع. في حين أن الاستماع الآمن لا يعالج التعرض للأصوات غير المرغوب فيها (والتي يطلق عليها اسم الضوضاء) - على سبيل المثال، في العمل أو من هوايات أخرى مزعجة - فهو جزء أساسي من نهج شامل لصحة السمع الكاملة.
يتم تحديد مخاطر التأثيرات الصحية السلبية من التعرضات الصوتية (سواء كانت ضوضاء أو موسيقى) بشكل أساسي من خلال شدة الصوت (جهارة الصوت) ومدة الحدث وتكرار ذلك التعرض. تميز هذه العوامل الثلاثة مستوى الطاقة الصوتية الإجمالي الذي يصل إلى آذان الشخص ويمكن استخدامه لحساب جرعة الضوضاء. هذه العوامل قد استخدمت لتحديد حدود التعرض للضوضاء في مكان العمل.
تم تطوير كل من الحدود التنظيمية والموصى بها الخاصة بالتعرُّض للضوضاء من بيانات السمع والضوضاء التي تم الحصول عليها في البيئات المهنية، حيث يكون التعرض للأصوات العالية متكررًا ويمكن أن يستمر لعقود. على الرغم من اختلاف اللوائح المحددة في جميع أنحاء العالم، فإن معظم أفضل الممارسات في مكان العمل تعتبر 85 ديسيبل (ديسيبل، مستوى القياس أ) (A-Weighted decibels dBA) بمتوسط ثماني ساعات في اليوم كأعلى مستوى تعرض آمن. باستخدام سعر التحويل، عادة 3 ديسيبل، ينخفض وقت الاستماع المسموح به إلى النصف مع زيادة مستوى الصوت بالمعدل المحدد. على سبيل المثال، يمكن الاستماع إلى مستوى صوت يصل إلى 100 ديسيبل بأمان لمدة 15 دقيقة فقط كل يوم.
ونظرًا لتوافرها، تم تكييف البيانات المهنية لتحديد معايير مخاطر الضرر لمرات التعرُّض السليمة خارج العمل. ففي عام 1974، أوصت وكالة حماية البيئة الأمريكية (US Environmental Protection Agency) بحد التعرض لمدة 24 ساعة وهو 70 ديسيبل (dBA) مع الأخذ في الاعتبار عدم وجود «فترة راحة» للأذنين عندما يكون متوسط التعرض 24 ساعة ويمكن أن يحدث كل يوم من أيام السنة (مكان العمل حدود التعرض تفترض 16 ساعة من الهدوء بين الورديات ويومين في الأسبوع راحة). في عام 1995، خلصت منظمة الصحة العالمية (World Health Organization WHO) بالمثل إلى أن متوسط التعرض لمدة 24 ساعة عند أو أقل من 70 ديسيبل يشكل خطرًا ضئيلًا لفقدان السمع على مدى الحياة. بعد التقارير عن اضطرابات السمع الناتجة عن الاستماع إلى الموسيقى،  يبدو من الضروري تقديم توصيات وتدخلات إضافية لمنع التأثيرات الضارة الناجمة عن الأنشطة الترفيهية المتعلقة بالصوت.

## الصحة العامة والتدخلات المجتمعية
طورت العديد من المنظمات مبادرات لتعزيز عادات الاستماع الآمنة. المعهد الوطني الأمريكي للصمم واضطرابات التواصل الأخرى (National Institute on Deafness and Other Communication Disorders NIDCD) لديه إرشادات للاستماع بأمان إلى مشغلات الموسيقى الشخصية الموجهة نحو الأشخاص «المراهقين» (الأطفال الذين تتراوح أعمارهم بين 9-13 عامًا). يشجع برنامج Dangerous Decibels استخدام تركيبات اصطناعية مثل "Jolene" لقياس إخراج أجهزة الاستماع الشخصية كأداة تعليمية لزيادة الوعي بالتعرُّض المفرط للصوت من خلال الاستماع الشخصي (PLS) هذا النوع من التركيبات الاصطناعية بسيط وغير مكلف في البناء وغالبًا ما يجذب الانتباه في المدارس والمعارض الصحية وغرف الانتظار في العيادات وما إلى ذلك.
قامت مختبرات National Acoustic Laboratories (NAL)، قسم الأبحاث في Hearing Australia، بإعداد مبادرة «اعرف ضوضاءك» (Know Your Noise)  بتمويل من وزارة الصحة بالحكومة الأسترالية. يحتوي موقع اعرف ضوضاءك على حاسبة لمخاطر الضوضاء تجعل من الممكن والسهل على المستخدمين تحديد وفهم مستويات تعرضهم للضوضاء (في العمل واللعب)، والمخاطر المحتملة لتلف السمع. يمكن للمستخدمين أيضًا إجراء اختبار السمع عبر الإنترنت لمعرفة مدى جودة السمع في خلفية صاخبة. أطلقت منظمة الصحة العالمية مبادرة «اجعل الاستماع آمنًا»  كجزء من الاحتفال باليوم العالمي للسمع في 3 مارس 2015. الهدف الرئيسي للمبادرة هو ضمان أن يستمتع الأشخاص من جميع الأعمار بالاستماع إلى الموسيقى والوسائط الصوتية الأخرى بطريقة لا تسبب خطرًا على السمع. الضوضاء التي يسببها فقدان السمع، احتداد السمع، وطنين ارتبطت مع الاستخدام المتكرر في الحجم الكبير من للأجهزة ذات مستوى الصوت العالي مثل سماعات هيدفون وسماعات الرأس وسماعات الأذن وتقنيات True Wireless Stereo من أي نوع.
اجعل الاستماع الآمن يهدف إلى:
- رفع مستوى الوعي حول ممارسات الاستماع الآمنة، خاصة بين الشباب؛
- تسليط الضوء على فوائد الاستماع الآمن لواضعي السياسات والمهنيين الصحيين والمصنعين والآباء وغيرهم؛
- تعزيز تطوير وتنفيذ المعايير المطبقة على أجهزة الصوت الشخصية وأماكن الترفيه لتغطية ميزات الاستماع الآمن.
- أن تصبح مستودعًا لمصادر الوصول المفتوح والمعلومات حول ممارسات الاستماع الآمن بست لغات على الأقل (العربية والصينية والإنجليزية والفرنسية والروسية والإسبانية).[27]

في عام 2019، نشرت منظمة الصحة العالمية مجموعة أدوات لأجهزة وأنظمة الاستماع الآمنة التي توفر الأساس المنطقي للاستراتيجيات المقترحة، وتحدد الإجراءات التي يمكن للحكومات وشركاء الصناعة والمجتمع المدني اتخاذها.

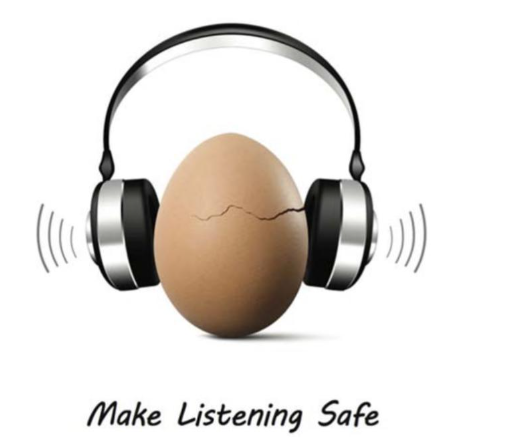
شعار مبادرة "اجعل الاستماع آمنًا" لمنظمة الصحة العالمية

تتمثل إحدى الطرق التي تتبعها مبادرة «اجعل الاستماع آمنًا» (Make Listening Safe) في تعزيز تطوير الميزات في PLS لزيادة وعي المستخدمين بممارسات الاستماع الخطرة. في هذا السياق، دخلت منظمة الصحة العالمية في شراكة مع الاتحاد الدولي للاتصالات (ITU) لوضع حدود تعرض مناسبة لإدراجها في معايير السلامة الطوعية H.870 بشأن «المبادئ التوجيهية لأجهزة / أنظمة الاستماع الآمنة». يتعاون الخبراء في مجالات علم السمع، وعلم الأذن، والصحة العامة، وعلم الأوبئة، والصوتيات، وهندسة الصوت، بالإضافة إلى المنظمات المهنية، ومنظمات التقييس، والمصنعين، والمستخدمين في هذا الجهد.
تشمل مبادرة «اجعل الاستماع آمنًا» Make Listening Safe أيضًا أماكن الترفيه. يمكن أن يصل متوسط مستويات ضغط الصوت (SPL) في النوادي الليلية والمراقص والحانات وصالات الألعاب الرياضية والأماكن الرياضية الحية إلى 112 ديسيبل (dBA)؛ قد تكون مستويات الصوت في حفلات البوب (Concerts) أعلى من ذلك. قد يكون التعرض المتكرر أو حتى التعرض القصير لمستويات ضغط صوت عالية جدًا مثل هذه ضارًا. تقوم منظمة الصحة العالمية بمراجعة لوائح الضوضاء الحالية لمواقع الترفيه المختلفة - بما في ذلك النوادي والحانات وأماكن الحفلات الموسيقية والساحات الرياضية - كخطوة أولى في تطوير إطار تنظيمي يضمن الاستماع الآمن في مثل هذه الأماكن.

## تدخلات مصدر الصوت

### أجهزةالاستماع الشخصية (PLS)
أجهزة الاستماع الشخصية هي أجهزة محمولة - عادةً ما تكون عبارة عن مشغل إلكتروني متصل بسماعات الرأس أو سماعات الأذن - وهي مصممة للاستماع إلى الوسائط المختلفة، مثل الموسيقى أو الألعاب. يختلف ناتج الصوت من هذه الأنظمة على نطاق واسع. تختلف مستويات الإنتاج القصوى اعتمادًا على الأجهزة المحددة والمتطلبات التنظيمية الإقليمية. عادة، يمكن لمستخدمي PLS اختيار تحديد مستوى الصوت بين 75 و 105 ديسيبل (dBSPL). يوصي الاتحاد الدولي للاتصالات ومنظمة الصحة العالمية ببرمجة PLS بوظيفة مراقبة تحدد حدًا أسبوعيًا لتعرض الصوت وتوفر تنبيهات عندما يصل المستخدمون إلى 100٪ من حد الصوت الأسبوعي المسموح به. إذا أقر المستخدمون بالتنبيه، فيمكنهم اختيار تقليل مستوى الصوت أم لا. ولكن إذا لم يتعرف المستخدم على التنبيه، فسيقوم الجهاز تلقائيًا بتقليل مستوى الصوت إلى مستوى محدد مسبقًا (بناءً على الوضع المحدد، أي 80 أو 75 ديسيبل). من خلال نقل معلومات التعرض بطريقة يمكن فهمها بسهولة من قبل المستخدمين النهائيين، تهدف هذه التوصية إلى تسهيل الأمر على المستمعين لإدارة تعرضهم وتجنب أي آثار سلبية. أدرج التطبيق الصحي على أجهزة iPhone وApple Watch وiPads هذا النهج بدءًا من عام 2019. تتميز هذه الميزة باختيار Apple Hearing Study ، وهو جزء من تطبيق Research الذي يتم إجراؤه بالتعاون مع كلية الصحة العامة بجامعة ميتشيغان. تتم مشاركة البيانات مع مبادرة منظمة الصحة العالمية «اجعل الاستماع آمنًا». أشارت النتائج الأولية الصادرة في مارس 2021، بعد عام واحد من الدراسة، إلى أن 25٪ من المشاركين عانوا من طنين في آذانهم عدة مرات في الأسبوع أو أكثر، و 20٪ من المشاركين يعانون من فقدان السمع، و 10٪ لديهم خصائص نموذجية في الحالات. من فقدان السمع الناجم عن الضوضاء. أفاد ما يقرب من 50 ٪ من المشاركين أنهم لم يخضعوا لاختبار سمعهم منذ 10 سنوات على الأقل. من حيث مستويات التعرض، تعرض 25٪ من المشاركين لتعرضات بيئية عالية للصوت.
نشرت اللجنة الفنية الدولية (ITC) أول معيار أوروبي IEC 62368-1 على أنظمة الصوت الشخصية في عام 2010. حددت مستويات الإخراج الآمنة لـ PLS على أنها 85 ديسيبل أو أقل، مع السماح للمستخدمين بزيادة مستوى الصوت بحد أقصى 100 ديسيبل. ومع ذلك، عندما يقوم المستخدمون برفع مستوى الصوت إلى الحد الأقصى، فإن المعيار يحدد أن تنبيهًا يجب أن ينبثق لتحذير المستمع من احتمال حدوث مشاكل في السمع.
يركز معيار الاتحاد الدولي للاتصالات ومنظمة الصحة العالمية H.870 لعام 2018 «المبادئ التوجيهية لأجهزة/أنظمة الاستماع الآمنة» على إدارة التعرض الأسبوعي للجرعات الصوتية. استند هذا المعيار إلى معيار EN 50332-3 «معدات نظام الصوت: سماعات الرأس وسماعات الأذن المرتبطة بمشغلات الموسيقى الشخصية - منهجية قياس مستوى ضغط الصوت الأقصى - الجزء 3: طريقة القياس لإدارة جرعة الصوت.» تحدد هذه المواصفة القياسية حد الاستماع الآمن كجرعة صوتية أسبوعية تعادل 80 ديسيبل لمدة 40 ساعة/أسبوع.

#### الاختلافات المحتملة في الأطفال

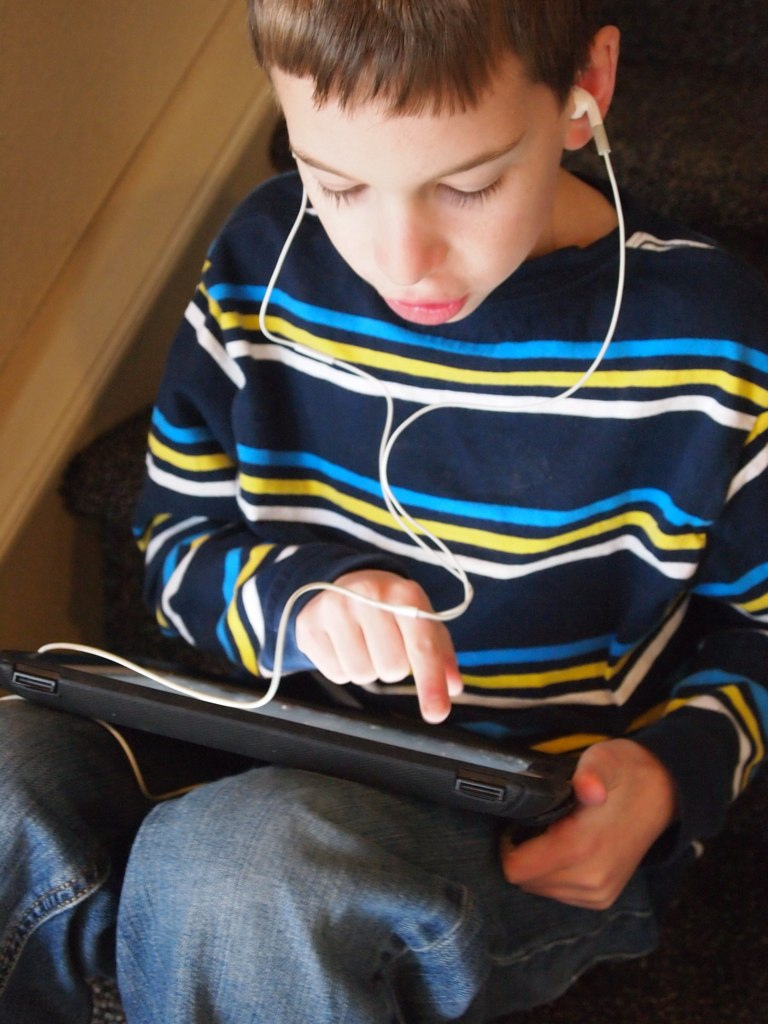
صورة لتلميذ مدرسة ابتدائية مع سماعات

أثار الاستخدام المتكرر لـ PLS بين الأطفال مخاوف بشأن المخاطر المحتملة التي قد تترافق مع مثل هذا التعرض. لا يوجد اتفاق بشأن المخاطر المقبولة لفقدان السمع الناجم عن الضوضاء عند الأطفال؛ قد لا تكون معايير مخاطر الضرر عند البالغين مناسبة لتحديد مستويات استماع آمنة للأطفال بسبب الاختلافات في علم وظائف الأعضاء والأثر التنموي الأكثر خطورة لفقدان السمع في وقت مبكر من الحياة.
افترضت إحدى المحاولات لتحديد المستويات الآمنة أن أنسب حد للتعرض للضوضاء الترفيهية عند الأطفال سيهدف إلى حماية 99٪ من الأطفال من تحول في السمع يتجاوز 5 ديسيبل عند 4 كيلو هرتز بعد 18 عامًا من التعرض للضوضاء. باستخدام تقديرات من المنظمة الدولية للتوحيد القياسي International Organization for Standardization (ISO 1999: 2013)،  المؤلفون أن 99٪ من الأطفال الذين يتعرضون منذ الولادة حتى سن 18 عامًا إلى 8 ساعات متوسط مستويات الصوت (LEX) 82 ديسيبل سيكون له عتبات سمعية تبلغ حوالي 4.2 ديسيبل أكبر، مما يشير إلى حدوث تحول في القدرة على السمع. من خلال تضمين هامش أمان بمقدار 2 ديسيبل مما يقلل من بدل التعرض لمدة 8 ساعات إلى 80 ديسيبل، قدرت الدراسة تغيرًا في السمع يبلغ 2.1 ديسيبل أو أقل في 99٪ من الأطفال. للحفاظ على السمع منذ الولادة حتى سن 18 عامًا، يوصى بأن يقتصر التعرض للضوضاء على 75 ديسيبل على مدار 24 ساعة. أوصى باحثون آخرون بأن تقتصر جرعة الصوت الأسبوعية على ما يعادل 75 ديسيبل لمدة 40 ساعة/أسبوع للأطفال والمستخدمين الذين لديهم حساسية لتحفيز الصوت المكثف.

### منتجات تضخيم الصوت الشخصية (PSAPs)
منتجات تضخيم الصوت الشخصية هي أجهزة تضخيم على مستوى الأذن مخصصة للاستخدام من قبل الأشخاص ذوي السمع الطبيعي. تم تحليل مستويات الإنتاج لـ 27 من برامج PSAP التي كانت متاحة تجارياً في أوروبا في عام 2014. كل منهم كان الحد الأقصى لمستوى الإنتاج تجاوز 120 ديسيبل dBSPL ؛ 23 (85٪) تجاوزت 125 ديسيبل dBSPL ، بينما تجاوز 8 (30٪) 130 ديسيبل dBSPL. لم يكن لدى أي من المنتجات التي تم تحليلها خيار تحديد المستوى.
أثار التقرير تطوير بعض المعايير لهذه الأجهزة. تم اتباع معيار ANSI / CTA 2051  بشأن «معايير أداء تضخيم الصوت الشخصي» في عام 2017. حددت الحد الأقصى لمستوى ضغط الصوت الناتج 120 ديسيبل SPL. في عام 2019، نشر الاتحاد الدولي للاتصالات المعيار ITU-T H.871  بعنوان «إرشادات الاستماع الآمن لمكبرات الصوت الشخصية». يوصي هذا المعيار بأن تقوم PSAPs بقياس جرعة الصوت الأسبوعية والالتزام بحد أقصى أسبوعي أقل من 80 ديسيبل لمدة 40 ساعة. يجب أن تحدد PSAPs التي لا يمكنها قياس جرعة الصوت الأسبوعية الحد الأقصى لإخراج الجهاز إلى 95 ديسيبل. كما توصي أيضًا بأن توفر PSAPs تنبيهات واضحة في أدلة المستخدم والتعبئة والإعلانات التي تشير إلى مخاطر تلف الأذن التي يمكن أن تنتج عن استخدام الجهاز وتوفر معلومات حول كيفية تجنب هذه المخاطر.

### أماكن الترفيه

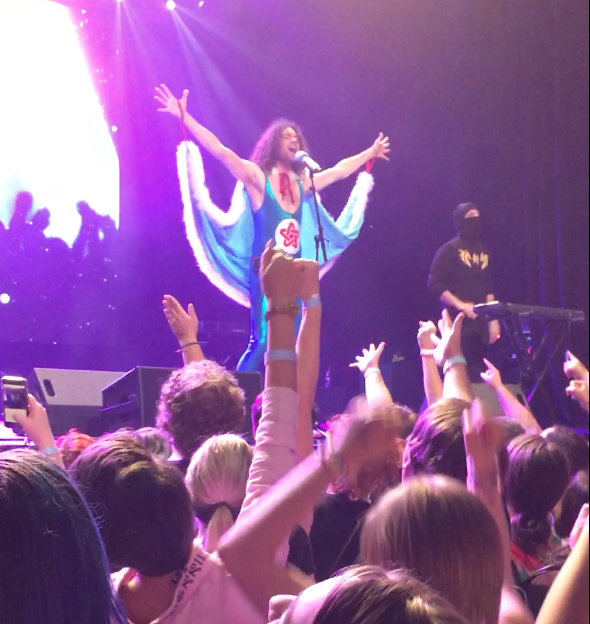
حفلة موسيقى الروك الحية في مكان ترفيهي داخلي

في عام 2019، نشرت منظمة الصحة العالمية تقريرًا يلخص اللوائح الخاصة بالتحكم في التعرض للصوت في أماكن الترفيه في بلجيكا وفرنسا وسويسرا. تم نشر دراسات الحالة كخطوة أولية نحو تطوير إطار تنظيمي لمنظمة الصحة العالمية للتحكم في التعرض للصوت في أماكن الترفيه. في عام 2020، وصف تقريران سيناريوهات التعرض والإجراءات المستخدمة أثناء الأحداث الترفيهية. أخذ هؤلاء في الاعتبار سلامة أولئك الذين يحضرون حدثًا، والذين يتعرضون مهنياً للموسيقى عالية الكثافة، وكذلك أولئك الموجودين في الأحياء المجاورة. يتم تقديم الحلول التقنية وممارسات المراقبة والصوت على المسرح، بالإضافة إلى مشاكل إنفاذ أنظمة الضوضاء البيئية في البيئة الحضرية، مع أمثلة خاصة بكل بلد.
تم تنفيذ العديد من الأساليب التنظيمية المختلفة لإدارة مستويات الصوت وتقليل مخاطر تلف السمع لأولئك الذين يحضرون أماكن الموسيقى. حدد تقرير نُشر في عام 2020 18 لائحة تتعلق بمستويات الصوت في أماكن الترفيه - 12 من أوروبا والباقي من مدن أو ولايات في أمريكا الشمالية والجنوبية. تشمل الأساليب التشريعية: قيود مستوى الصوت، ومراقبة التعرض الصوتي في الوقت الفعلي، والإمداد الإلزامي لأجهزة حماية السمع، ومتطلبات الإشارات والتحذير، وقيود وضع مكبرات الصوت، وضمان وصول المستفيدين إلى المناطق الهادئة أو مناطق الراحة. لم يتم تقييم فعالية هذه التدابير في الحد من مخاطر تلف السمع، ولكن تكييف الأساليب الموصوفة أعلاه يتوافق مع التسلسل الهرمي للضوابط المستخدمة لإدارة التعرض للضوضاء في أماكن العمل.
أشار رعاة أماكن الموسيقى إلى تفضيلهم لمستويات الصوت المنخفضة  ويمكن استقبالهم عند توفير سدادات الأذن أو إتاحتها. قد تكون هذه النتيجة منطقة أو بلد معين. في عام 2018، نشرت المراكز الأمريكية لمكافحة الأمراض والوقاية منها U.S. Centers for Disease Control and Prevention نتائج دراسة استقصائية أجريت على البالغين في الولايات المتحدة فيما يتعلق باستخدام جهاز حماية السمع أثناء التعرض للأصوات الصاخبة في الأحداث الترفيهية. بشكل عام، أفاد أكثر من أربعة من خمسة أنهم لم يرتدوا أبدًا أو نادرًا ما يرتدون أجهزة حماية السمع عند حضور حدث رياضي أو ترفيهي صاخب. كان البالغون الذين تبلغ أعمارهم 35 عامًا وما فوق أكثر عرضة بشكل ملحوظ لعدم ارتداء أجهزة حماية السمع مقارنةً بالشباب الذين تتراوح أعمارهم بين 18 و 24 عامًا. من بين البالغين الذين يستمتعون في كثير من الأحيان بحضور الأحداث الرياضية، كانت النساء أكثر عرضة بمرتين من الرجال لارتداء حماية السمع أو عدم ارتداءه مطلقًا. البالغون الذين كانوا أكثر عرضة لارتداء الحماية حصلوا على الأقل على تعليم جامعي أو لديهم دخل أسري أعلى كان البالغون المصابون بضعف السمع أو الصم أو ضعاف السمع من أفراد الأسرة أكثر عرضة لارتداء أجهزتهم الواقية.
التحديات في تنفيذ التدابير للحد من مخاطر السمع في مجموعة واسعة من أماكن الترفيه - سواء من خلال إرشادات إلزامية أو طوعية، مع أو بدون إنفاذ - كبيرة. يتطلب مشاركة من العديد من المجموعات المهنية المختلفة وشراء من كل من مديري الموقع والمستخدمين.

## التدخلات الشخصية
أثناء إنشاء تدخلات صحية عامة ومجتمعية فعالة، وسن التشريعات واللوائح المناسبة، وتطوير المعايير ذات الصلة لأنظمة الاستماع والصوت كلها مهمة في إنشاء بنية تحتية مجتمعية للاستماع الآمن، يمكن للأفراد اتخاذ خطوات لضمان أن عادات الاستماع الشخصية الخاصة بهم تقلل من مخاطرهم من مشاكل السمع. تتضمن إستراتيجيات الاستماع الآمن الشخصي ما يلي:
- الاستماع إلى PLS بمستويات آمنة، مثل 60٪ من نطاق الصوت. يمكن أن تساعد سماعات إلغاء الضوضاء وسماعات الأذن العازلة للصوت على تجنب رفع مستوى الصوت للتغلب على ضوضاء الخلفية.
- يمكن أن تساعد تطبيقات قياس الصوت المرء في معرفة مدى ارتفاع الأصوات. إذا لم تكن تستخدم تطبيق قياس، فإن القاعدة الأساسية هي أن الأصوات قد تكون خطرة إذا كان من الضروري التحدث بصوت مرتفع ليستمع إليه شخص ما على بعد ذراع. يعد الابتعاد عن الصوت أو استخدام حماية السمع طرقًا لتقليل مستويات التعرض.
- تساعد مراقبة مقدار الوقت الذي يقضيه المرء في الأنشطة الصاخبة على إدارة المخاطر. كلما كان ذلك ممكنًا، خذ قسطًا من الراحة بين مرات التعرض حتى يمكن للأذنين الراحة والتعافي.
- مراقبة العلامات التحذيرية لفقدان السمع. يمكن أن يكون طنين الأذن، وصعوبة سماع الأصوات عالية الحدة (مثل غناء الطيور أو إشعارات الهاتف الخلوي)، وصعوبة فهم الكلام في ضوضاء الخلفية مؤشرات لفقدان السمع.
- إجراء اختبار السمع بانتظام. توصي جمعية سماع النطق واللغة الأمريكية بفحص الأطفال في سن المدرسة The American Speech Language Hearing Association لفقدان السمع سنويًا من رياض الأطفال حتى الصف الثالث، ثم مرة أخرى في الصفين السابع والحادي عشر. يجب فحص سمع البالغين كل عشر سنوات حتى بلوغهم سن الخمسين، وكل ثلاث سنوات بعد ذلك. يجب اختبار السمع في وقت أقرب إذا ظهرت أي علامات تحذيرية.[64][65]

يمكن أن يساعد تعليم الأطفال والشباب حول مخاطر التعرض المفرط للأصوات العالية وكيفية ممارسة عادات الاستماع الآمنة في حماية سمعهم. قد تؤدي النماذج الجيدة في عادات الاستماع لديهم أيضًا إلى تحفيز عادات الاستماع الصحية. يتمتع اختصاصيو الرعاية الصحية بفرصة تثقيف المرضى حول مخاطر السمع ذات الصلة وتعزيز عادات الاستماع الآمنة. كجزء من أنشطة تعزيز الصحة الخاصة بهم، يمكن لمهنيي السمع أن يوصوا بحماية السمع المناسبة عند الضرورة وتقديم المعلومات والتدريب واختبار الملاءمة لضمان تمتع الأفراد بالحماية الكافية ولكن ليس بشكل مفرط.